# Đô la Zimbabwe

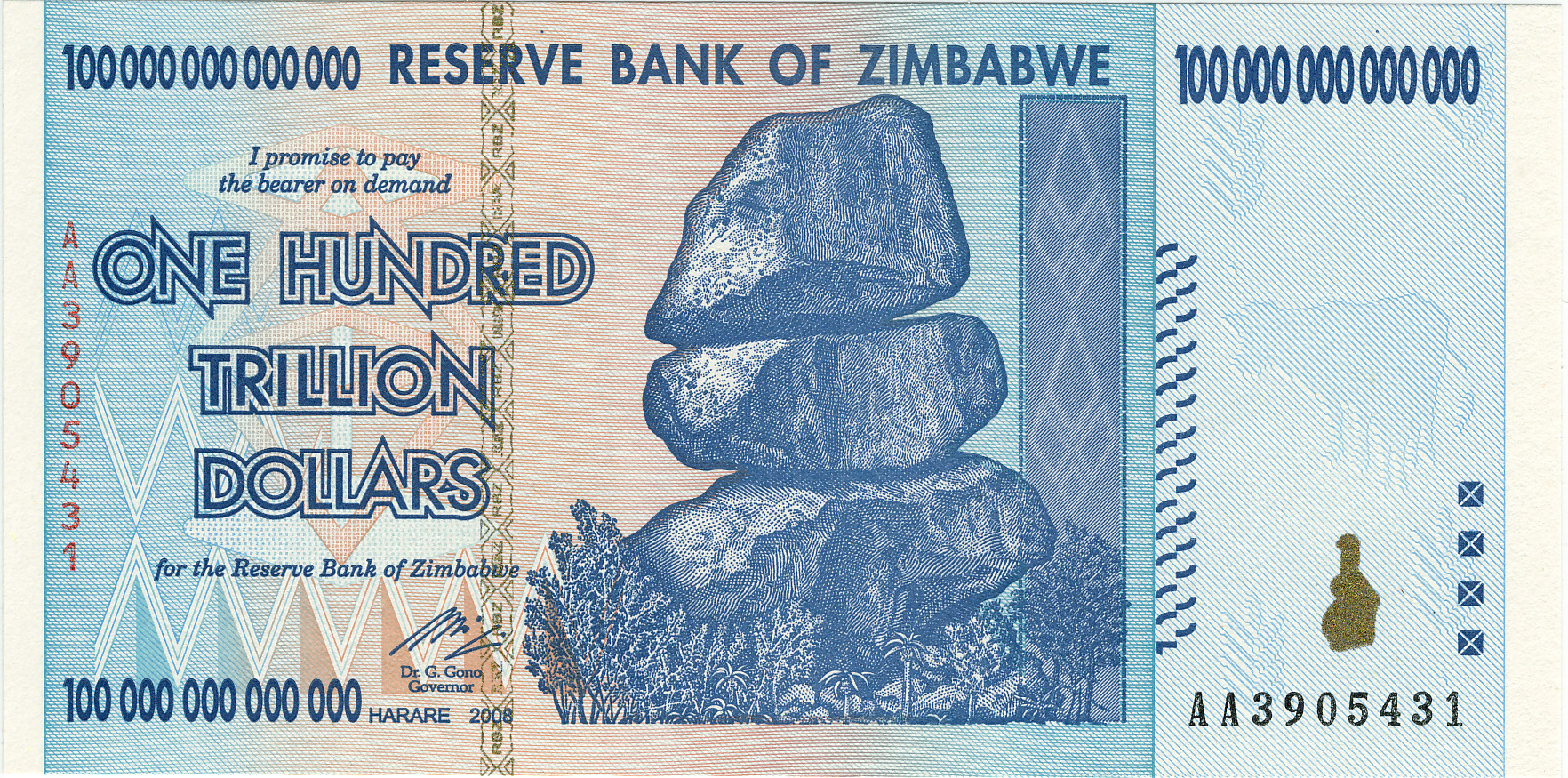
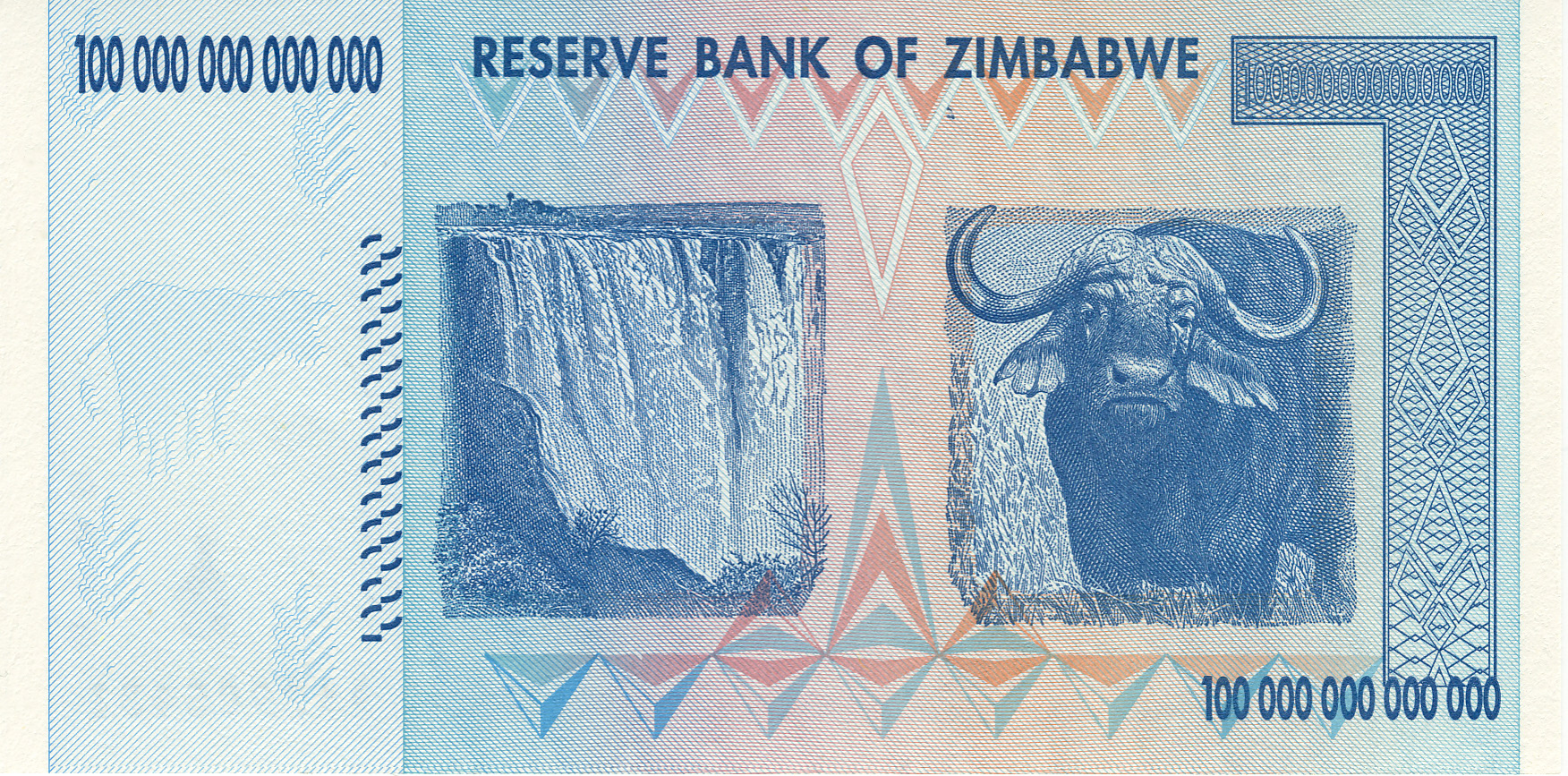

Dollars Zimbabwe (ZWL) là đơn vị tiền tệ chính thức của Zimbabwe từ năm 1980 đến 12 tháng 4 năm 2009, do Ngân hàng Dự trữ Zimbabwe phát hành, trong thời kì lạm phát đến siêu lạm phát. Nó có ký hiệu là "$" (hoặc "Z" dùng để phân biệt các tiền Đô-la của các Quốc gia khác), mã quốc tế theo ISO 4217 là "ZWL". Một Đô-la có giá trị bằng 100 "cent". Tiền giấy được phát hành hiện nay có giá trị $1, $5, $10, $20, $100, $500 và $1000. Trước đó, vì tình hình lạm phát quá cao (khoảng 231 000 000%) nên Đô-la Zimbabwe có mệnh giá cao nhất thế giới với việc phát hành tờ tiền Một trăm nghìn tỷ đô-la ($100.000.000.000.000). Tuy nhiên, Bảng Anh, USD, Euro được sử dụng cho các giao dịch ở Zimbabwe. Chính phủ Zimbabwe đã khẳng định sẽ nỗ lực hết minh để sử dụng lại Đô-la Zimbabwe, nếu sản lượng công nghiệp được cải thiện
Mặt trước và sau của tờ tiền 100 000 tỷ ZWL